# Ante meridiem
Ante meridiem è un'espressione latina, comunemente abbreviata in A.M., a.m., o am, che significa - letteralmente - "prima del mezzogiorno". Indica, infatti, tutto ciò che riguarda le ore dalle 00:00:00 alle 11:59:59. L'espressione opposta indica le restanti ore della giornata ed è Post meridiem. 
Tale espressione viene utilizzata negli stati anglosassoni per indicare l'ora.
Le ore della sezione antimeridiana sono:
| Descrizione estesa         | Notazione 12h | Notazione 24h |
| -------------------------- | ------------- | ------------- |
| Mezzanotte                 | 12:00 AM      | 00:00         |
| L'una di notte             | 1:00 AM       | 01:00         |
| Le due di notte            | 2:00 AM       | 02:00         |
| Le tre di notte            | 3:00 AM       | 03:00         |
| Le quattro di notte        | 4:00 AM       | 04:00         |
| Le cinque di notte/mattina | 5:00 AM       | 05:00         |
| Le sei di mattina          | 6:00 AM       | 06:00         |
| Le sette di mattina        | 7:00 AM       | 07:00         |
| Le otto di mattina         | 8:00 AM       | 08:00         |
| Le nove di mattina         | 9:00 AM       | 09:00         |
| Le dieci di mattina        | 10:00 AM      | 10:00         |
| Le undici di mattina       | 11:00 AM      | 11:00         |

Con la precisazione che le 12:00 PM sono le 12:00 di mezzogiorno mentre le 12:00 AM sono le 00:00 di mezzanotte, ovvero l'inizio del giorno.